# Чеська школа

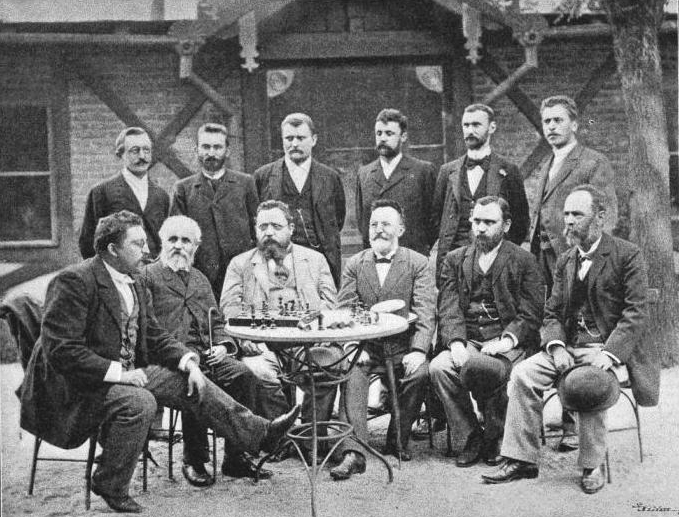
4-ий Конгрес чеських шахістів у Празі (1895)

Чеська школа (чеськ. Česká škola; у західній термінології «Богемська школа») — одна з найстаріших шкіл у шаховій задачі (поряд з німецькою та англійською). Характерні принципи й мотиви: всі білі фігури (крім короля і пішаків) мають бути активні, задача повинна мати щонайменше три правильні мати. Представники чеської школи часто використовують тонкі тихі ходи, жертви фігур, ехо- і хамелеонні мати.

## Становлення (ера Кеніґа)
Перший етап розвитку охоплює 1857—1871 роки. Засновником школи став чех Антонін Кеніґ, який почав публікувати свої задачі 1857 року (у них пропагував красу правильних матів). 1869 року в чеському журналі «Светозор», де Кеніґ вів шаховий розділ, вийшов «Короткий трактат про шахову задачу». Автор заявив, що шахова задача «це не ребус, не загадка, не об'єкт для тренування допитливого розуму, а твір мистецтва, який повинен задовольняти певні художні принципи», серед яких витонченість побудови, активна гра на всіх ходах, несподівані правильні мати та економія матеріалу (мінімальна кількість фігур). Того самого року на сторінках «Светозора» проведено перший чеський конкурс складання шахових задач. Естетику та емоційну складову тодішніх композицій чеської школи запозичено в імпресіоністів.
Рання чеська школа не мала достатньо кваліфікованих проблемістів, тому хоча А. Маковський, А. Квічала та Я. Дртіна приймали погляди Кеніґа, вони не мали достатньої техніки для якісного втілення цих принципів.

## Ери Добруського та Поспішила

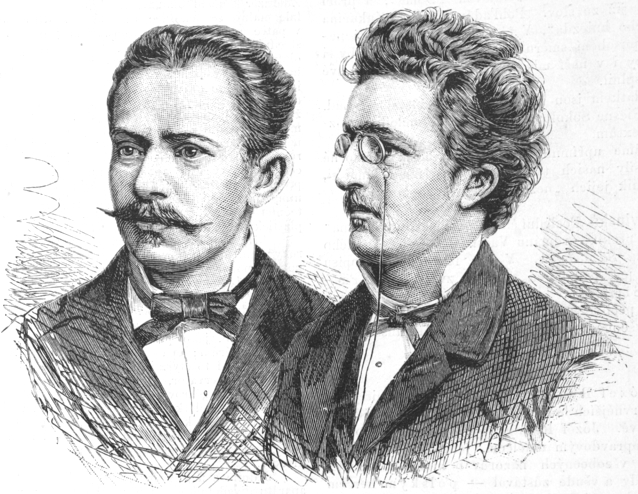
Їржі Хохолоуш і Ян Добруський

Наступні періоди розвитку характеризується формуванням теоретичної та практичної бази школи. Вони охоплюють 1871—1882 (ера Добруського) і 1882-1895 роки (ера Поспішила). Головними послідовниками Кеніґа стали проблемісти Ян Добруський і Йозеф Поспішил. Перший окреслив основи школи своїми задачами та практичною творчістю, а другий описав теоретичні принципи чеської школи й уклав перший збірник задач чеських авторів (320 композицій) — «Чеська шахова задача» (чеськ. České úlohy šachové; Прага, 1887). У передмові до цього видання Поспішил писав: 
|  | Чеська школа вимагає строгого виконання принципів естетики, чистоти матів, економії матеріалу та його «рівноваги», краси початкової позиції та розв'язку, свіжості, природності й невимушеності побудови. Це не означає, що чеська школа відмовляється від глибокої ідеї чи важкості розв'язування, однак, якщо необхідно, ці вимоги мають бути підпорядковані основній вимозі: красі. |

 Передмова виявилася настільки важливою й повною, що багато років потому М. Гавель визнав, що нічого суттєвого не міг додати до принципів, які сформулював Поспішил. Сучасники назвали еру Поспішила класичною. Вона продовжувалася до початку XX ст., а серед відомих представників були Їржі Хохолоуш і Л. Ветешник.
|   | a | b | c | d | e | f | g | h |   |
| 8 | f8 білий кінь · a6 білий ферзь · b6 чорний кінь · d6 білий пішак · b5 чорний пішак · c5 білий пішак · d5 чорний слон · e5 білий слон · f5 чорний король · e4 біла тура · f4 чорний пішак · h4 білий король · f3 чорний пішак · a2 білий слон · f2 білий пішак | f8 білий кінь · a6 білий ферзь · b6 чорний кінь · d6 білий пішак · b5 чорний пішак · c5 білий пішак · d5 чорний слон · e5 білий слон · f5 чорний король · e4 біла тура · f4 чорний пішак · h4 білий король · f3 чорний пішак · a2 білий слон · f2 білий пішак | f8 білий кінь · a6 білий ферзь · b6 чорний кінь · d6 білий пішак · b5 чорний пішак · c5 білий пішак · d5 чорний слон · e5 білий слон · f5 чорний король · e4 біла тура · f4 чорний пішак · h4 білий король · f3 чорний пішак · a2 білий слон · f2 білий пішак | f8 білий кінь · a6 білий ферзь · b6 чорний кінь · d6 білий пішак · b5 чорний пішак · c5 білий пішак · d5 чорний слон · e5 білий слон · f5 чорний король · e4 біла тура · f4 чорний пішак · h4 білий король · f3 чорний пішак · a2 білий слон · f2 білий пішак | f8 білий кінь · a6 білий ферзь · b6 чорний кінь · d6 білий пішак · b5 чорний пішак · c5 білий пішак · d5 чорний слон · e5 білий слон · f5 чорний король · e4 біла тура · f4 чорний пішак · h4 білий король · f3 чорний пішак · a2 білий слон · f2 білий пішак | f8 білий кінь · a6 білий ферзь · b6 чорний кінь · d6 білий пішак · b5 чорний пішак · c5 білий пішак · d5 чорний слон · e5 білий слон · f5 чорний король · e4 біла тура · f4 чорний пішак · h4 білий король · f3 чорний пішак · a2 білий слон · f2 білий пішак | f8 білий кінь · a6 білий ферзь · b6 чорний кінь · d6 білий пішак · b5 чорний пішак · c5 білий пішак · d5 чорний слон · e5 білий слон · f5 чорний король · e4 біла тура · f4 чорний пішак · h4 білий король · f3 чорний пішак · a2 білий слон · f2 білий пішак | f8 білий кінь · a6 білий ферзь · b6 чорний кінь · d6 білий пішак · b5 чорний пішак · c5 білий пішак · d5 чорний слон · e5 білий слон · f5 чорний король · e4 біла тура · f4 чорний пішак · h4 білий король · f3 чорний пішак · a2 білий слон · f2 білий пішак | 8 |
| 7 | f8 білий кінь · a6 білий ферзь · b6 чорний кінь · d6 білий пішак · b5 чорний пішак · c5 білий пішак · d5 чорний слон · e5 білий слон · f5 чорний король · e4 біла тура · f4 чорний пішак · h4 білий король · f3 чорний пішак · a2 білий слон · f2 білий пішак | f8 білий кінь · a6 білий ферзь · b6 чорний кінь · d6 білий пішак · b5 чорний пішак · c5 білий пішак · d5 чорний слон · e5 білий слон · f5 чорний король · e4 біла тура · f4 чорний пішак · h4 білий король · f3 чорний пішак · a2 білий слон · f2 білий пішак | f8 білий кінь · a6 білий ферзь · b6 чорний кінь · d6 білий пішак · b5 чорний пішак · c5 білий пішак · d5 чорний слон · e5 білий слон · f5 чорний король · e4 біла тура · f4 чорний пішак · h4 білий король · f3 чорний пішак · a2 білий слон · f2 білий пішак | f8 білий кінь · a6 білий ферзь · b6 чорний кінь · d6 білий пішак · b5 чорний пішак · c5 білий пішак · d5 чорний слон · e5 білий слон · f5 чорний король · e4 біла тура · f4 чорний пішак · h4 білий король · f3 чорний пішак · a2 білий слон · f2 білий пішак | f8 білий кінь · a6 білий ферзь · b6 чорний кінь · d6 білий пішак · b5 чорний пішак · c5 білий пішак · d5 чорний слон · e5 білий слон · f5 чорний король · e4 біла тура · f4 чорний пішак · h4 білий король · f3 чорний пішак · a2 білий слон · f2 білий пішак | f8 білий кінь · a6 білий ферзь · b6 чорний кінь · d6 білий пішак · b5 чорний пішак · c5 білий пішак · d5 чорний слон · e5 білий слон · f5 чорний король · e4 біла тура · f4 чорний пішак · h4 білий король · f3 чорний пішак · a2 білий слон · f2 білий пішак | f8 білий кінь · a6 білий ферзь · b6 чорний кінь · d6 білий пішак · b5 чорний пішак · c5 білий пішак · d5 чорний слон · e5 білий слон · f5 чорний король · e4 біла тура · f4 чорний пішак · h4 білий король · f3 чорний пішак · a2 білий слон · f2 білий пішак | f8 білий кінь · a6 білий ферзь · b6 чорний кінь · d6 білий пішак · b5 чорний пішак · c5 білий пішак · d5 чорний слон · e5 білий слон · f5 чорний король · e4 біла тура · f4 чорний пішак · h4 білий король · f3 чорний пішак · a2 білий слон · f2 білий пішак | 7 |
| 6 | f8 білий кінь · a6 білий ферзь · b6 чорний кінь · d6 білий пішак · b5 чорний пішак · c5 білий пішак · d5 чорний слон · e5 білий слон · f5 чорний король · e4 біла тура · f4 чорний пішак · h4 білий король · f3 чорний пішак · a2 білий слон · f2 білий пішак | f8 білий кінь · a6 білий ферзь · b6 чорний кінь · d6 білий пішак · b5 чорний пішак · c5 білий пішак · d5 чорний слон · e5 білий слон · f5 чорний король · e4 біла тура · f4 чорний пішак · h4 білий король · f3 чорний пішак · a2 білий слон · f2 білий пішак | f8 білий кінь · a6 білий ферзь · b6 чорний кінь · d6 білий пішак · b5 чорний пішак · c5 білий пішак · d5 чорний слон · e5 білий слон · f5 чорний король · e4 біла тура · f4 чорний пішак · h4 білий король · f3 чорний пішак · a2 білий слон · f2 білий пішак | f8 білий кінь · a6 білий ферзь · b6 чорний кінь · d6 білий пішак · b5 чорний пішак · c5 білий пішак · d5 чорний слон · e5 білий слон · f5 чорний король · e4 біла тура · f4 чорний пішак · h4 білий король · f3 чорний пішак · a2 білий слон · f2 білий пішак | f8 білий кінь · a6 білий ферзь · b6 чорний кінь · d6 білий пішак · b5 чорний пішак · c5 білий пішак · d5 чорний слон · e5 білий слон · f5 чорний король · e4 біла тура · f4 чорний пішак · h4 білий король · f3 чорний пішак · a2 білий слон · f2 білий пішак | f8 білий кінь · a6 білий ферзь · b6 чорний кінь · d6 білий пішак · b5 чорний пішак · c5 білий пішак · d5 чорний слон · e5 білий слон · f5 чорний король · e4 біла тура · f4 чорний пішак · h4 білий король · f3 чорний пішак · a2 білий слон · f2 білий пішак | f8 білий кінь · a6 білий ферзь · b6 чорний кінь · d6 білий пішак · b5 чорний пішак · c5 білий пішак · d5 чорний слон · e5 білий слон · f5 чорний король · e4 біла тура · f4 чорний пішак · h4 білий король · f3 чорний пішак · a2 білий слон · f2 білий пішак | f8 білий кінь · a6 білий ферзь · b6 чорний кінь · d6 білий пішак · b5 чорний пішак · c5 білий пішак · d5 чорний слон · e5 білий слон · f5 чорний король · e4 біла тура · f4 чорний пішак · h4 білий король · f3 чорний пішак · a2 білий слон · f2 білий пішак | 6 |
| 5 | f8 білий кінь · a6 білий ферзь · b6 чорний кінь · d6 білий пішак · b5 чорний пішак · c5 білий пішак · d5 чорний слон · e5 білий слон · f5 чорний король · e4 біла тура · f4 чорний пішак · h4 білий король · f3 чорний пішак · a2 білий слон · f2 білий пішак | f8 білий кінь · a6 білий ферзь · b6 чорний кінь · d6 білий пішак · b5 чорний пішак · c5 білий пішак · d5 чорний слон · e5 білий слон · f5 чорний король · e4 біла тура · f4 чорний пішак · h4 білий король · f3 чорний пішак · a2 білий слон · f2 білий пішак | f8 білий кінь · a6 білий ферзь · b6 чорний кінь · d6 білий пішак · b5 чорний пішак · c5 білий пішак · d5 чорний слон · e5 білий слон · f5 чорний король · e4 біла тура · f4 чорний пішак · h4 білий король · f3 чорний пішак · a2 білий слон · f2 білий пішак | f8 білий кінь · a6 білий ферзь · b6 чорний кінь · d6 білий пішак · b5 чорний пішак · c5 білий пішак · d5 чорний слон · e5 білий слон · f5 чорний король · e4 біла тура · f4 чорний пішак · h4 білий король · f3 чорний пішак · a2 білий слон · f2 білий пішак | f8 білий кінь · a6 білий ферзь · b6 чорний кінь · d6 білий пішак · b5 чорний пішак · c5 білий пішак · d5 чорний слон · e5 білий слон · f5 чорний король · e4 біла тура · f4 чорний пішак · h4 білий король · f3 чорний пішак · a2 білий слон · f2 білий пішак | f8 білий кінь · a6 білий ферзь · b6 чорний кінь · d6 білий пішак · b5 чорний пішак · c5 білий пішак · d5 чорний слон · e5 білий слон · f5 чорний король · e4 біла тура · f4 чорний пішак · h4 білий король · f3 чорний пішак · a2 білий слон · f2 білий пішак | f8 білий кінь · a6 білий ферзь · b6 чорний кінь · d6 білий пішак · b5 чорний пішак · c5 білий пішак · d5 чорний слон · e5 білий слон · f5 чорний король · e4 біла тура · f4 чорний пішак · h4 білий король · f3 чорний пішак · a2 білий слон · f2 білий пішак | f8 білий кінь · a6 білий ферзь · b6 чорний кінь · d6 білий пішак · b5 чорний пішак · c5 білий пішак · d5 чорний слон · e5 білий слон · f5 чорний король · e4 біла тура · f4 чорний пішак · h4 білий король · f3 чорний пішак · a2 білий слон · f2 білий пішак | 5 |
| 4 | f8 білий кінь · a6 білий ферзь · b6 чорний кінь · d6 білий пішак · b5 чорний пішак · c5 білий пішак · d5 чорний слон · e5 білий слон · f5 чорний король · e4 біла тура · f4 чорний пішак · h4 білий король · f3 чорний пішак · a2 білий слон · f2 білий пішак | f8 білий кінь · a6 білий ферзь · b6 чорний кінь · d6 білий пішак · b5 чорний пішак · c5 білий пішак · d5 чорний слон · e5 білий слон · f5 чорний король · e4 біла тура · f4 чорний пішак · h4 білий король · f3 чорний пішак · a2 білий слон · f2 білий пішак | f8 білий кінь · a6 білий ферзь · b6 чорний кінь · d6 білий пішак · b5 чорний пішак · c5 білий пішак · d5 чорний слон · e5 білий слон · f5 чорний король · e4 біла тура · f4 чорний пішак · h4 білий король · f3 чорний пішак · a2 білий слон · f2 білий пішак | f8 білий кінь · a6 білий ферзь · b6 чорний кінь · d6 білий пішак · b5 чорний пішак · c5 білий пішак · d5 чорний слон · e5 білий слон · f5 чорний король · e4 біла тура · f4 чорний пішак · h4 білий король · f3 чорний пішак · a2 білий слон · f2 білий пішак | f8 білий кінь · a6 білий ферзь · b6 чорний кінь · d6 білий пішак · b5 чорний пішак · c5 білий пішак · d5 чорний слон · e5 білий слон · f5 чорний король · e4 біла тура · f4 чорний пішак · h4 білий король · f3 чорний пішак · a2 білий слон · f2 білий пішак | f8 білий кінь · a6 білий ферзь · b6 чорний кінь · d6 білий пішак · b5 чорний пішак · c5 білий пішак · d5 чорний слон · e5 білий слон · f5 чорний король · e4 біла тура · f4 чорний пішак · h4 білий король · f3 чорний пішак · a2 білий слон · f2 білий пішак | f8 білий кінь · a6 білий ферзь · b6 чорний кінь · d6 білий пішак · b5 чорний пішак · c5 білий пішак · d5 чорний слон · e5 білий слон · f5 чорний король · e4 біла тура · f4 чорний пішак · h4 білий король · f3 чорний пішак · a2 білий слон · f2 білий пішак | f8 білий кінь · a6 білий ферзь · b6 чорний кінь · d6 білий пішак · b5 чорний пішак · c5 білий пішак · d5 чорний слон · e5 білий слон · f5 чорний король · e4 біла тура · f4 чорний пішак · h4 білий король · f3 чорний пішак · a2 білий слон · f2 білий пішак | 4 |
| 3 | f8 білий кінь · a6 білий ферзь · b6 чорний кінь · d6 білий пішак · b5 чорний пішак · c5 білий пішак · d5 чорний слон · e5 білий слон · f5 чорний король · e4 біла тура · f4 чорний пішак · h4 білий король · f3 чорний пішак · a2 білий слон · f2 білий пішак | f8 білий кінь · a6 білий ферзь · b6 чорний кінь · d6 білий пішак · b5 чорний пішак · c5 білий пішак · d5 чорний слон · e5 білий слон · f5 чорний король · e4 біла тура · f4 чорний пішак · h4 білий король · f3 чорний пішак · a2 білий слон · f2 білий пішак | f8 білий кінь · a6 білий ферзь · b6 чорний кінь · d6 білий пішак · b5 чорний пішак · c5 білий пішак · d5 чорний слон · e5 білий слон · f5 чорний король · e4 біла тура · f4 чорний пішак · h4 білий король · f3 чорний пішак · a2 білий слон · f2 білий пішак | f8 білий кінь · a6 білий ферзь · b6 чорний кінь · d6 білий пішак · b5 чорний пішак · c5 білий пішак · d5 чорний слон · e5 білий слон · f5 чорний король · e4 біла тура · f4 чорний пішак · h4 білий король · f3 чорний пішак · a2 білий слон · f2 білий пішак | f8 білий кінь · a6 білий ферзь · b6 чорний кінь · d6 білий пішак · b5 чорний пішак · c5 білий пішак · d5 чорний слон · e5 білий слон · f5 чорний король · e4 біла тура · f4 чорний пішак · h4 білий король · f3 чорний пішак · a2 білий слон · f2 білий пішак | f8 білий кінь · a6 білий ферзь · b6 чорний кінь · d6 білий пішак · b5 чорний пішак · c5 білий пішак · d5 чорний слон · e5 білий слон · f5 чорний король · e4 біла тура · f4 чорний пішак · h4 білий король · f3 чорний пішак · a2 білий слон · f2 білий пішак | f8 білий кінь · a6 білий ферзь · b6 чорний кінь · d6 білий пішак · b5 чорний пішак · c5 білий пішак · d5 чорний слон · e5 білий слон · f5 чорний король · e4 біла тура · f4 чорний пішак · h4 білий король · f3 чорний пішак · a2 білий слон · f2 білий пішак | f8 білий кінь · a6 білий ферзь · b6 чорний кінь · d6 білий пішак · b5 чорний пішак · c5 білий пішак · d5 чорний слон · e5 білий слон · f5 чорний король · e4 біла тура · f4 чорний пішак · h4 білий король · f3 чорний пішак · a2 білий слон · f2 білий пішак | 3 |
| 2 | f8 білий кінь · a6 білий ферзь · b6 чорний кінь · d6 білий пішак · b5 чорний пішак · c5 білий пішак · d5 чорний слон · e5 білий слон · f5 чорний король · e4 біла тура · f4 чорний пішак · h4 білий король · f3 чорний пішак · a2 білий слон · f2 білий пішак | f8 білий кінь · a6 білий ферзь · b6 чорний кінь · d6 білий пішак · b5 чорний пішак · c5 білий пішак · d5 чорний слон · e5 білий слон · f5 чорний король · e4 біла тура · f4 чорний пішак · h4 білий король · f3 чорний пішак · a2 білий слон · f2 білий пішак | f8 білий кінь · a6 білий ферзь · b6 чорний кінь · d6 білий пішак · b5 чорний пішак · c5 білий пішак · d5 чорний слон · e5 білий слон · f5 чорний король · e4 біла тура · f4 чорний пішак · h4 білий король · f3 чорний пішак · a2 білий слон · f2 білий пішак | f8 білий кінь · a6 білий ферзь · b6 чорний кінь · d6 білий пішак · b5 чорний пішак · c5 білий пішак · d5 чорний слон · e5 білий слон · f5 чорний король · e4 біла тура · f4 чорний пішак · h4 білий король · f3 чорний пішак · a2 білий слон · f2 білий пішак | f8 білий кінь · a6 білий ферзь · b6 чорний кінь · d6 білий пішак · b5 чорний пішак · c5 білий пішак · d5 чорний слон · e5 білий слон · f5 чорний король · e4 біла тура · f4 чорний пішак · h4 білий король · f3 чорний пішак · a2 білий слон · f2 білий пішак | f8 білий кінь · a6 білий ферзь · b6 чорний кінь · d6 білий пішак · b5 чорний пішак · c5 білий пішак · d5 чорний слон · e5 білий слон · f5 чорний король · e4 біла тура · f4 чорний пішак · h4 білий король · f3 чорний пішак · a2 білий слон · f2 білий пішак | f8 білий кінь · a6 білий ферзь · b6 чорний кінь · d6 білий пішак · b5 чорний пішак · c5 білий пішак · d5 чорний слон · e5 білий слон · f5 чорний король · e4 біла тура · f4 чорний пішак · h4 білий король · f3 чорний пішак · a2 білий слон · f2 білий пішак | f8 білий кінь · a6 білий ферзь · b6 чорний кінь · d6 білий пішак · b5 чорний пішак · c5 білий пішак · d5 чорний слон · e5 білий слон · f5 чорний король · e4 біла тура · f4 чорний пішак · h4 білий король · f3 чорний пішак · a2 білий слон · f2 білий пішак | 2 |
| 1 | f8 білий кінь · a6 білий ферзь · b6 чорний кінь · d6 білий пішак · b5 чорний пішак · c5 білий пішак · d5 чорний слон · e5 білий слон · f5 чорний король · e4 біла тура · f4 чорний пішак · h4 білий король · f3 чорний пішак · a2 білий слон · f2 білий пішак | f8 білий кінь · a6 білий ферзь · b6 чорний кінь · d6 білий пішак · b5 чорний пішак · c5 білий пішак · d5 чорний слон · e5 білий слон · f5 чорний король · e4 біла тура · f4 чорний пішак · h4 білий король · f3 чорний пішак · a2 білий слон · f2 білий пішак | f8 білий кінь · a6 білий ферзь · b6 чорний кінь · d6 білий пішак · b5 чорний пішак · c5 білий пішак · d5 чорний слон · e5 білий слон · f5 чорний король · e4 біла тура · f4 чорний пішак · h4 білий король · f3 чорний пішак · a2 білий слон · f2 білий пішак | f8 білий кінь · a6 білий ферзь · b6 чорний кінь · d6 білий пішак · b5 чорний пішак · c5 білий пішак · d5 чорний слон · e5 білий слон · f5 чорний король · e4 біла тура · f4 чорний пішак · h4 білий король · f3 чорний пішак · a2 білий слон · f2 білий пішак | f8 білий кінь · a6 білий ферзь · b6 чорний кінь · d6 білий пішак · b5 чорний пішак · c5 білий пішак · d5 чорний слон · e5 білий слон · f5 чорний король · e4 біла тура · f4 чорний пішак · h4 білий король · f3 чорний пішак · a2 білий слон · f2 білий пішак | f8 білий кінь · a6 білий ферзь · b6 чорний кінь · d6 білий пішак · b5 чорний пішак · c5 білий пішак · d5 чорний слон · e5 білий слон · f5 чорний король · e4 біла тура · f4 чорний пішак · h4 білий король · f3 чорний пішак · a2 білий слон · f2 білий пішак | f8 білий кінь · a6 білий ферзь · b6 чорний кінь · d6 білий пішак · b5 чорний пішак · c5 білий пішак · d5 чорний слон · e5 білий слон · f5 чорний король · e4 біла тура · f4 чорний пішак · h4 білий король · f3 чорний пішак · a2 білий слон · f2 білий пішак | f8 білий кінь · a6 білий ферзь · b6 чорний кінь · d6 білий пішак · b5 чорний пішак · c5 білий пішак · d5 чорний слон · e5 білий слон · f5 чорний король · e4 біла тура · f4 чорний пішак · h4 білий король · f3 чорний пішак · a2 білий слон · f2 білий пішак | 1 |
|   | a | b | c | d | e | f | g | h |   |

Розв'язання: 1. Фa8 загр. 2. Фe8!

1. … С:a8 2. Т:f4+ Кр:e5 3. Кg6x

1. … Кр:e4 2. Сb1+ Кр:e5 3. Фa1x

1. … С:e4 2. Сe6+ Кр:e5 3. Фa1x

## Ера Гавеля
Четвертий період чеської школи охоплює першу половину XX сторіччя. Найзнаменитіший представник цього періоду — Мирослав Гавель, який розвивав принципи Поспішила й вважав красу й економію головними стрижнями чеської школи. Він складав задачі без білих пішаків, а якщо й використовував їх, то вони брали активну участь у створенні чистих і економічних матів. У творчості Гавеля та його послідовників улюбленими мотивами стали точне повторення матових картин у двох і більше варіантах (ехо- і хамелеонні мати), а також багаторазове зв'язування чорних фігур.
Представниками цього традиційного («ортодоксального») напрямку були Ф. Матоушек, Кумпе, Дурас, Л. Кнотек, Ч. Кайнер, Зденек Мах, Й. Моравец та інші.
|   | a                                                                                                  | b                                                                                                  | c                                                                                                  | d                                                                                                  | e                                                                                                  | f                                                                                                  | g                                                                                                  | h                                                                                                  |   |
| 8 | b8 білий король · d8 біла тура · d7 білий кінь · c6 чорний король · c5 білий кінь · a2 білий пішак | b8 білий король · d8 біла тура · d7 білий кінь · c6 чорний король · c5 білий кінь · a2 білий пішак | b8 білий король · d8 біла тура · d7 білий кінь · c6 чорний король · c5 білий кінь · a2 білий пішак | b8 білий король · d8 біла тура · d7 білий кінь · c6 чорний король · c5 білий кінь · a2 білий пішак | b8 білий король · d8 біла тура · d7 білий кінь · c6 чорний король · c5 білий кінь · a2 білий пішак | b8 білий король · d8 біла тура · d7 білий кінь · c6 чорний король · c5 білий кінь · a2 білий пішак | b8 білий король · d8 біла тура · d7 білий кінь · c6 чорний король · c5 білий кінь · a2 білий пішак | b8 білий король · d8 біла тура · d7 білий кінь · c6 чорний король · c5 білий кінь · a2 білий пішак | 8 |
| 7 | b8 білий король · d8 біла тура · d7 білий кінь · c6 чорний король · c5 білий кінь · a2 білий пішак | b8 білий король · d8 біла тура · d7 білий кінь · c6 чорний король · c5 білий кінь · a2 білий пішак | b8 білий король · d8 біла тура · d7 білий кінь · c6 чорний король · c5 білий кінь · a2 білий пішак | b8 білий король · d8 біла тура · d7 білий кінь · c6 чорний король · c5 білий кінь · a2 білий пішак | b8 білий король · d8 біла тура · d7 білий кінь · c6 чорний король · c5 білий кінь · a2 білий пішак | b8 білий король · d8 біла тура · d7 білий кінь · c6 чорний король · c5 білий кінь · a2 білий пішак | b8 білий король · d8 біла тура · d7 білий кінь · c6 чорний король · c5 білий кінь · a2 білий пішак | b8 білий король · d8 біла тура · d7 білий кінь · c6 чорний король · c5 білий кінь · a2 білий пішак | 7 |
| 6 | b8 білий король · d8 біла тура · d7 білий кінь · c6 чорний король · c5 білий кінь · a2 білий пішак | b8 білий король · d8 біла тура · d7 білий кінь · c6 чорний король · c5 білий кінь · a2 білий пішак | b8 білий король · d8 біла тура · d7 білий кінь · c6 чорний король · c5 білий кінь · a2 білий пішак | b8 білий король · d8 біла тура · d7 білий кінь · c6 чорний король · c5 білий кінь · a2 білий пішак | b8 білий король · d8 біла тура · d7 білий кінь · c6 чорний король · c5 білий кінь · a2 білий пішак | b8 білий король · d8 біла тура · d7 білий кінь · c6 чорний король · c5 білий кінь · a2 білий пішак | b8 білий король · d8 біла тура · d7 білий кінь · c6 чорний король · c5 білий кінь · a2 білий пішак | b8 білий король · d8 біла тура · d7 білий кінь · c6 чорний король · c5 білий кінь · a2 білий пішак | 6 |
| 5 | b8 білий король · d8 біла тура · d7 білий кінь · c6 чорний король · c5 білий кінь · a2 білий пішак | b8 білий король · d8 біла тура · d7 білий кінь · c6 чорний король · c5 білий кінь · a2 білий пішак | b8 білий король · d8 біла тура · d7 білий кінь · c6 чорний король · c5 білий кінь · a2 білий пішак | b8 білий король · d8 біла тура · d7 білий кінь · c6 чорний король · c5 білий кінь · a2 білий пішак | b8 білий король · d8 біла тура · d7 білий кінь · c6 чорний король · c5 білий кінь · a2 білий пішак | b8 білий король · d8 біла тура · d7 білий кінь · c6 чорний король · c5 білий кінь · a2 білий пішак | b8 білий король · d8 біла тура · d7 білий кінь · c6 чорний король · c5 білий кінь · a2 білий пішак | b8 білий король · d8 біла тура · d7 білий кінь · c6 чорний король · c5 білий кінь · a2 білий пішак | 5 |
| 4 | b8 білий король · d8 біла тура · d7 білий кінь · c6 чорний король · c5 білий кінь · a2 білий пішак | b8 білий король · d8 біла тура · d7 білий кінь · c6 чорний король · c5 білий кінь · a2 білий пішак | b8 білий король · d8 біла тура · d7 білий кінь · c6 чорний король · c5 білий кінь · a2 білий пішак | b8 білий король · d8 біла тура · d7 білий кінь · c6 чорний король · c5 білий кінь · a2 білий пішак | b8 білий король · d8 біла тура · d7 білий кінь · c6 чорний король · c5 білий кінь · a2 білий пішак | b8 білий король · d8 біла тура · d7 білий кінь · c6 чорний король · c5 білий кінь · a2 білий пішак | b8 білий король · d8 біла тура · d7 білий кінь · c6 чорний король · c5 білий кінь · a2 білий пішак | b8 білий король · d8 біла тура · d7 білий кінь · c6 чорний король · c5 білий кінь · a2 білий пішак | 4 |
| 3 | b8 білий король · d8 біла тура · d7 білий кінь · c6 чорний король · c5 білий кінь · a2 білий пішак | b8 білий король · d8 біла тура · d7 білий кінь · c6 чорний король · c5 білий кінь · a2 білий пішак | b8 білий король · d8 біла тура · d7 білий кінь · c6 чорний король · c5 білий кінь · a2 білий пішак | b8 білий король · d8 біла тура · d7 білий кінь · c6 чорний король · c5 білий кінь · a2 білий пішак | b8 білий король · d8 біла тура · d7 білий кінь · c6 чорний король · c5 білий кінь · a2 білий пішак | b8 білий король · d8 біла тура · d7 білий кінь · c6 чорний король · c5 білий кінь · a2 білий пішак | b8 білий король · d8 біла тура · d7 білий кінь · c6 чорний король · c5 білий кінь · a2 білий пішак | b8 білий король · d8 біла тура · d7 білий кінь · c6 чорний король · c5 білий кінь · a2 білий пішак | 3 |
| 2 | b8 білий король · d8 біла тура · d7 білий кінь · c6 чорний король · c5 білий кінь · a2 білий пішак | b8 білий король · d8 біла тура · d7 білий кінь · c6 чорний король · c5 білий кінь · a2 білий пішак | b8 білий король · d8 біла тура · d7 білий кінь · c6 чорний король · c5 білий кінь · a2 білий пішак | b8 білий король · d8 біла тура · d7 білий кінь · c6 чорний король · c5 білий кінь · a2 білий пішак | b8 білий король · d8 біла тура · d7 білий кінь · c6 чорний король · c5 білий кінь · a2 білий пішак | b8 білий король · d8 біла тура · d7 білий кінь · c6 чорний король · c5 білий кінь · a2 білий пішак | b8 білий король · d8 біла тура · d7 білий кінь · c6 чорний король · c5 білий кінь · a2 білий пішак | b8 білий король · d8 біла тура · d7 білий кінь · c6 чорний король · c5 білий кінь · a2 білий пішак | 2 |
| 1 | b8 білий король · d8 біла тура · d7 білий кінь · c6 чорний король · c5 білий кінь · a2 білий пішак | b8 білий король · d8 біла тура · d7 білий кінь · c6 чорний король · c5 білий кінь · a2 білий пішак | b8 білий король · d8 біла тура · d7 білий кінь · c6 чорний король · c5 білий кінь · a2 білий пішак | b8 білий король · d8 біла тура · d7 білий кінь · c6 чорний король · c5 білий кінь · a2 білий пішак | b8 білий король · d8 біла тура · d7 білий кінь · c6 чорний король · c5 білий кінь · a2 білий пішак | b8 білий король · d8 біла тура · d7 білий кінь · c6 чорний король · c5 білий кінь · a2 білий пішак | b8 білий король · d8 біла тура · d7 білий кінь · c6 чорний король · c5 білий кінь · a2 білий пішак | b8 білий король · d8 біла тура · d7 білий кінь · c6 чорний король · c5 білий кінь · a2 білий пішак | 1 |
|   | a                                                                                                  | b                                                                                                  | c                                                                                                  | d                                                                                                  | e                                                                                                  | f                                                                                                  | g                                                                                                  | h                                                                                                  |   |

|   | a | b | c | d | e | f | g | h |   |
| 8 | g7 чорний пішак · h7 чорний слон · c6 біла тура · a5 білий король · a4 чорний пішак · b3 чорний пішак · c3 чорний кінь · d3 чорний король · f3 білий кінь · a2 чорна тура · c2 чорний кінь · f2 білий ферзь · d1 білий кінь | g7 чорний пішак · h7 чорний слон · c6 біла тура · a5 білий король · a4 чорний пішак · b3 чорний пішак · c3 чорний кінь · d3 чорний король · f3 білий кінь · a2 чорна тура · c2 чорний кінь · f2 білий ферзь · d1 білий кінь | g7 чорний пішак · h7 чорний слон · c6 біла тура · a5 білий король · a4 чорний пішак · b3 чорний пішак · c3 чорний кінь · d3 чорний король · f3 білий кінь · a2 чорна тура · c2 чорний кінь · f2 білий ферзь · d1 білий кінь | g7 чорний пішак · h7 чорний слон · c6 біла тура · a5 білий король · a4 чорний пішак · b3 чорний пішак · c3 чорний кінь · d3 чорний король · f3 білий кінь · a2 чорна тура · c2 чорний кінь · f2 білий ферзь · d1 білий кінь | g7 чорний пішак · h7 чорний слон · c6 біла тура · a5 білий король · a4 чорний пішак · b3 чорний пішак · c3 чорний кінь · d3 чорний король · f3 білий кінь · a2 чорна тура · c2 чорний кінь · f2 білий ферзь · d1 білий кінь | g7 чорний пішак · h7 чорний слон · c6 біла тура · a5 білий король · a4 чорний пішак · b3 чорний пішак · c3 чорний кінь · d3 чорний король · f3 білий кінь · a2 чорна тура · c2 чорний кінь · f2 білий ферзь · d1 білий кінь | g7 чорний пішак · h7 чорний слон · c6 біла тура · a5 білий король · a4 чорний пішак · b3 чорний пішак · c3 чорний кінь · d3 чорний король · f3 білий кінь · a2 чорна тура · c2 чорний кінь · f2 білий ферзь · d1 білий кінь | g7 чорний пішак · h7 чорний слон · c6 біла тура · a5 білий король · a4 чорний пішак · b3 чорний пішак · c3 чорний кінь · d3 чорний король · f3 білий кінь · a2 чорна тура · c2 чорний кінь · f2 білий ферзь · d1 білий кінь | 8 |
| 7 | g7 чорний пішак · h7 чорний слон · c6 біла тура · a5 білий король · a4 чорний пішак · b3 чорний пішак · c3 чорний кінь · d3 чорний король · f3 білий кінь · a2 чорна тура · c2 чорний кінь · f2 білий ферзь · d1 білий кінь | g7 чорний пішак · h7 чорний слон · c6 біла тура · a5 білий король · a4 чорний пішак · b3 чорний пішак · c3 чорний кінь · d3 чорний король · f3 білий кінь · a2 чорна тура · c2 чорний кінь · f2 білий ферзь · d1 білий кінь | g7 чорний пішак · h7 чорний слон · c6 біла тура · a5 білий король · a4 чорний пішак · b3 чорний пішак · c3 чорний кінь · d3 чорний король · f3 білий кінь · a2 чорна тура · c2 чорний кінь · f2 білий ферзь · d1 білий кінь | g7 чорний пішак · h7 чорний слон · c6 біла тура · a5 білий король · a4 чорний пішак · b3 чорний пішак · c3 чорний кінь · d3 чорний король · f3 білий кінь · a2 чорна тура · c2 чорний кінь · f2 білий ферзь · d1 білий кінь | g7 чорний пішак · h7 чорний слон · c6 біла тура · a5 білий король · a4 чорний пішак · b3 чорний пішак · c3 чорний кінь · d3 чорний король · f3 білий кінь · a2 чорна тура · c2 чорний кінь · f2 білий ферзь · d1 білий кінь | g7 чорний пішак · h7 чорний слон · c6 біла тура · a5 білий король · a4 чорний пішак · b3 чорний пішак · c3 чорний кінь · d3 чорний король · f3 білий кінь · a2 чорна тура · c2 чорний кінь · f2 білий ферзь · d1 білий кінь | g7 чорний пішак · h7 чорний слон · c6 біла тура · a5 білий король · a4 чорний пішак · b3 чорний пішак · c3 чорний кінь · d3 чорний король · f3 білий кінь · a2 чорна тура · c2 чорний кінь · f2 білий ферзь · d1 білий кінь | g7 чорний пішак · h7 чорний слон · c6 біла тура · a5 білий король · a4 чорний пішак · b3 чорний пішак · c3 чорний кінь · d3 чорний король · f3 білий кінь · a2 чорна тура · c2 чорний кінь · f2 білий ферзь · d1 білий кінь | 7 |
| 6 | g7 чорний пішак · h7 чорний слон · c6 біла тура · a5 білий король · a4 чорний пішак · b3 чорний пішак · c3 чорний кінь · d3 чорний король · f3 білий кінь · a2 чорна тура · c2 чорний кінь · f2 білий ферзь · d1 білий кінь | g7 чорний пішак · h7 чорний слон · c6 біла тура · a5 білий король · a4 чорний пішак · b3 чорний пішак · c3 чорний кінь · d3 чорний король · f3 білий кінь · a2 чорна тура · c2 чорний кінь · f2 білий ферзь · d1 білий кінь | g7 чорний пішак · h7 чорний слон · c6 біла тура · a5 білий король · a4 чорний пішак · b3 чорний пішак · c3 чорний кінь · d3 чорний король · f3 білий кінь · a2 чорна тура · c2 чорний кінь · f2 білий ферзь · d1 білий кінь | g7 чорний пішак · h7 чорний слон · c6 біла тура · a5 білий король · a4 чорний пішак · b3 чорний пішак · c3 чорний кінь · d3 чорний король · f3 білий кінь · a2 чорна тура · c2 чорний кінь · f2 білий ферзь · d1 білий кінь | g7 чорний пішак · h7 чорний слон · c6 біла тура · a5 білий король · a4 чорний пішак · b3 чорний пішак · c3 чорний кінь · d3 чорний король · f3 білий кінь · a2 чорна тура · c2 чорний кінь · f2 білий ферзь · d1 білий кінь | g7 чорний пішак · h7 чорний слон · c6 біла тура · a5 білий король · a4 чорний пішак · b3 чорний пішак · c3 чорний кінь · d3 чорний король · f3 білий кінь · a2 чорна тура · c2 чорний кінь · f2 білий ферзь · d1 білий кінь | g7 чорний пішак · h7 чорний слон · c6 біла тура · a5 білий король · a4 чорний пішак · b3 чорний пішак · c3 чорний кінь · d3 чорний король · f3 білий кінь · a2 чорна тура · c2 чорний кінь · f2 білий ферзь · d1 білий кінь | g7 чорний пішак · h7 чорний слон · c6 біла тура · a5 білий король · a4 чорний пішак · b3 чорний пішак · c3 чорний кінь · d3 чорний король · f3 білий кінь · a2 чорна тура · c2 чорний кінь · f2 білий ферзь · d1 білий кінь | 6 |
| 5 | g7 чорний пішак · h7 чорний слон · c6 біла тура · a5 білий король · a4 чорний пішак · b3 чорний пішак · c3 чорний кінь · d3 чорний король · f3 білий кінь · a2 чорна тура · c2 чорний кінь · f2 білий ферзь · d1 білий кінь | g7 чорний пішак · h7 чорний слон · c6 біла тура · a5 білий король · a4 чорний пішак · b3 чорний пішак · c3 чорний кінь · d3 чорний король · f3 білий кінь · a2 чорна тура · c2 чорний кінь · f2 білий ферзь · d1 білий кінь | g7 чорний пішак · h7 чорний слон · c6 біла тура · a5 білий король · a4 чорний пішак · b3 чорний пішак · c3 чорний кінь · d3 чорний король · f3 білий кінь · a2 чорна тура · c2 чорний кінь · f2 білий ферзь · d1 білий кінь | g7 чорний пішак · h7 чорний слон · c6 біла тура · a5 білий король · a4 чорний пішак · b3 чорний пішак · c3 чорний кінь · d3 чорний король · f3 білий кінь · a2 чорна тура · c2 чорний кінь · f2 білий ферзь · d1 білий кінь | g7 чорний пішак · h7 чорний слон · c6 біла тура · a5 білий король · a4 чорний пішак · b3 чорний пішак · c3 чорний кінь · d3 чорний король · f3 білий кінь · a2 чорна тура · c2 чорний кінь · f2 білий ферзь · d1 білий кінь | g7 чорний пішак · h7 чорний слон · c6 біла тура · a5 білий король · a4 чорний пішак · b3 чорний пішак · c3 чорний кінь · d3 чорний король · f3 білий кінь · a2 чорна тура · c2 чорний кінь · f2 білий ферзь · d1 білий кінь | g7 чорний пішак · h7 чорний слон · c6 біла тура · a5 білий король · a4 чорний пішак · b3 чорний пішак · c3 чорний кінь · d3 чорний король · f3 білий кінь · a2 чорна тура · c2 чорний кінь · f2 білий ферзь · d1 білий кінь | g7 чорний пішак · h7 чорний слон · c6 біла тура · a5 білий король · a4 чорний пішак · b3 чорний пішак · c3 чорний кінь · d3 чорний король · f3 білий кінь · a2 чорна тура · c2 чорний кінь · f2 білий ферзь · d1 білий кінь | 5 |
| 4 | g7 чорний пішак · h7 чорний слон · c6 біла тура · a5 білий король · a4 чорний пішак · b3 чорний пішак · c3 чорний кінь · d3 чорний король · f3 білий кінь · a2 чорна тура · c2 чорний кінь · f2 білий ферзь · d1 білий кінь | g7 чорний пішак · h7 чорний слон · c6 біла тура · a5 білий король · a4 чорний пішак · b3 чорний пішак · c3 чорний кінь · d3 чорний король · f3 білий кінь · a2 чорна тура · c2 чорний кінь · f2 білий ферзь · d1 білий кінь | g7 чорний пішак · h7 чорний слон · c6 біла тура · a5 білий король · a4 чорний пішак · b3 чорний пішак · c3 чорний кінь · d3 чорний король · f3 білий кінь · a2 чорна тура · c2 чорний кінь · f2 білий ферзь · d1 білий кінь | g7 чорний пішак · h7 чорний слон · c6 біла тура · a5 білий король · a4 чорний пішак · b3 чорний пішак · c3 чорний кінь · d3 чорний король · f3 білий кінь · a2 чорна тура · c2 чорний кінь · f2 білий ферзь · d1 білий кінь | g7 чорний пішак · h7 чорний слон · c6 біла тура · a5 білий король · a4 чорний пішак · b3 чорний пішак · c3 чорний кінь · d3 чорний король · f3 білий кінь · a2 чорна тура · c2 чорний кінь · f2 білий ферзь · d1 білий кінь | g7 чорний пішак · h7 чорний слон · c6 біла тура · a5 білий король · a4 чорний пішак · b3 чорний пішак · c3 чорний кінь · d3 чорний король · f3 білий кінь · a2 чорна тура · c2 чорний кінь · f2 білий ферзь · d1 білий кінь | g7 чорний пішак · h7 чорний слон · c6 біла тура · a5 білий король · a4 чорний пішак · b3 чорний пішак · c3 чорний кінь · d3 чорний король · f3 білий кінь · a2 чорна тура · c2 чорний кінь · f2 білий ферзь · d1 білий кінь | g7 чорний пішак · h7 чорний слон · c6 біла тура · a5 білий король · a4 чорний пішак · b3 чорний пішак · c3 чорний кінь · d3 чорний король · f3 білий кінь · a2 чорна тура · c2 чорний кінь · f2 білий ферзь · d1 білий кінь | 4 |
| 3 | g7 чорний пішак · h7 чорний слон · c6 біла тура · a5 білий король · a4 чорний пішак · b3 чорний пішак · c3 чорний кінь · d3 чорний король · f3 білий кінь · a2 чорна тура · c2 чорний кінь · f2 білий ферзь · d1 білий кінь | g7 чорний пішак · h7 чорний слон · c6 біла тура · a5 білий король · a4 чорний пішак · b3 чорний пішак · c3 чорний кінь · d3 чорний король · f3 білий кінь · a2 чорна тура · c2 чорний кінь · f2 білий ферзь · d1 білий кінь | g7 чорний пішак · h7 чорний слон · c6 біла тура · a5 білий король · a4 чорний пішак · b3 чорний пішак · c3 чорний кінь · d3 чорний король · f3 білий кінь · a2 чорна тура · c2 чорний кінь · f2 білий ферзь · d1 білий кінь | g7 чорний пішак · h7 чорний слон · c6 біла тура · a5 білий король · a4 чорний пішак · b3 чорний пішак · c3 чорний кінь · d3 чорний король · f3 білий кінь · a2 чорна тура · c2 чорний кінь · f2 білий ферзь · d1 білий кінь | g7 чорний пішак · h7 чорний слон · c6 біла тура · a5 білий король · a4 чорний пішак · b3 чорний пішак · c3 чорний кінь · d3 чорний король · f3 білий кінь · a2 чорна тура · c2 чорний кінь · f2 білий ферзь · d1 білий кінь | g7 чорний пішак · h7 чорний слон · c6 біла тура · a5 білий король · a4 чорний пішак · b3 чорний пішак · c3 чорний кінь · d3 чорний король · f3 білий кінь · a2 чорна тура · c2 чорний кінь · f2 білий ферзь · d1 білий кінь | g7 чорний пішак · h7 чорний слон · c6 біла тура · a5 білий король · a4 чорний пішак · b3 чорний пішак · c3 чорний кінь · d3 чорний король · f3 білий кінь · a2 чорна тура · c2 чорний кінь · f2 білий ферзь · d1 білий кінь | g7 чорний пішак · h7 чорний слон · c6 біла тура · a5 білий король · a4 чорний пішак · b3 чорний пішак · c3 чорний кінь · d3 чорний король · f3 білий кінь · a2 чорна тура · c2 чорний кінь · f2 білий ферзь · d1 білий кінь | 3 |
| 2 | g7 чорний пішак · h7 чорний слон · c6 біла тура · a5 білий король · a4 чорний пішак · b3 чорний пішак · c3 чорний кінь · d3 чорний король · f3 білий кінь · a2 чорна тура · c2 чорний кінь · f2 білий ферзь · d1 білий кінь | g7 чорний пішак · h7 чорний слон · c6 біла тура · a5 білий король · a4 чорний пішак · b3 чорний пішак · c3 чорний кінь · d3 чорний король · f3 білий кінь · a2 чорна тура · c2 чорний кінь · f2 білий ферзь · d1 білий кінь | g7 чорний пішак · h7 чорний слон · c6 біла тура · a5 білий король · a4 чорний пішак · b3 чорний пішак · c3 чорний кінь · d3 чорний король · f3 білий кінь · a2 чорна тура · c2 чорний кінь · f2 білий ферзь · d1 білий кінь | g7 чорний пішак · h7 чорний слон · c6 біла тура · a5 білий король · a4 чорний пішак · b3 чорний пішак · c3 чорний кінь · d3 чорний король · f3 білий кінь · a2 чорна тура · c2 чорний кінь · f2 білий ферзь · d1 білий кінь | g7 чорний пішак · h7 чорний слон · c6 біла тура · a5 білий король · a4 чорний пішак · b3 чорний пішак · c3 чорний кінь · d3 чорний король · f3 білий кінь · a2 чорна тура · c2 чорний кінь · f2 білий ферзь · d1 білий кінь | g7 чорний пішак · h7 чорний слон · c6 біла тура · a5 білий король · a4 чорний пішак · b3 чорний пішак · c3 чорний кінь · d3 чорний король · f3 білий кінь · a2 чорна тура · c2 чорний кінь · f2 білий ферзь · d1 білий кінь | g7 чорний пішак · h7 чорний слон · c6 біла тура · a5 білий король · a4 чорний пішак · b3 чорний пішак · c3 чорний кінь · d3 чорний король · f3 білий кінь · a2 чорна тура · c2 чорний кінь · f2 білий ферзь · d1 білий кінь | g7 чорний пішак · h7 чорний слон · c6 біла тура · a5 білий король · a4 чорний пішак · b3 чорний пішак · c3 чорний кінь · d3 чорний король · f3 білий кінь · a2 чорна тура · c2 чорний кінь · f2 білий ферзь · d1 білий кінь | 2 |
| 1 | g7 чорний пішак · h7 чорний слон · c6 біла тура · a5 білий король · a4 чорний пішак · b3 чорний пішак · c3 чорний кінь · d3 чорний король · f3 білий кінь · a2 чорна тура · c2 чорний кінь · f2 білий ферзь · d1 білий кінь | g7 чорний пішак · h7 чорний слон · c6 біла тура · a5 білий король · a4 чорний пішак · b3 чорний пішак · c3 чорний кінь · d3 чорний король · f3 білий кінь · a2 чорна тура · c2 чорний кінь · f2 білий ферзь · d1 білий кінь | g7 чорний пішак · h7 чорний слон · c6 біла тура · a5 білий король · a4 чорний пішак · b3 чорний пішак · c3 чорний кінь · d3 чорний король · f3 білий кінь · a2 чорна тура · c2 чорний кінь · f2 білий ферзь · d1 білий кінь | g7 чорний пішак · h7 чорний слон · c6 біла тура · a5 білий король · a4 чорний пішак · b3 чорний пішак · c3 чорний кінь · d3 чорний король · f3 білий кінь · a2 чорна тура · c2 чорний кінь · f2 білий ферзь · d1 білий кінь | g7 чорний пішак · h7 чорний слон · c6 біла тура · a5 білий король · a4 чорний пішак · b3 чорний пішак · c3 чорний кінь · d3 чорний король · f3 білий кінь · a2 чорна тура · c2 чорний кінь · f2 білий ферзь · d1 білий кінь | g7 чорний пішак · h7 чорний слон · c6 біла тура · a5 білий король · a4 чорний пішак · b3 чорний пішак · c3 чорний кінь · d3 чорний король · f3 білий кінь · a2 чорна тура · c2 чорний кінь · f2 білий ферзь · d1 білий кінь | g7 чорний пішак · h7 чорний слон · c6 біла тура · a5 білий король · a4 чорний пішак · b3 чорний пішак · c3 чорний кінь · d3 чорний король · f3 білий кінь · a2 чорна тура · c2 чорний кінь · f2 білий ферзь · d1 білий кінь | g7 чорний пішак · h7 чорний слон · c6 біла тура · a5 білий король · a4 чорний пішак · b3 чорний пішак · c3 чорний кінь · d3 чорний король · f3 білий кінь · a2 чорна тура · c2 чорний кінь · f2 білий ферзь · d1 білий кінь | 1 |
|   | a | b | c | d | e | f | g | h |   |

## «Неекономічний» напрям
Надто жорстке обмеження на кількість білих пішаків не подобалося деяким композиторам. Так, К. Тракслер, Я. Котрч, Й. Дрнек, Я. Вашта та Я. Венда розробляли цікаві схеми, де були неекономічні технічні пішаки, що були ніби недоліком, однак його компенсувала цікава ідея задачі.

## «Художня школа»
У 1920-х роках виник напрям на чолі з Емілем Палькоскою, який отримав назву «художньої школи» або школи Палькоски. 1928 року у вступі до збірника «Ідея та економія в шаховій задачі» Палькоска описав свої погляди на розвиток чеської школи, де поєднав ідейні моменти, взяті з логічної та стратегічної шкіл, з правильними матами. Він мав багато послідовників як на батьківщині, так і за її межами (О. Вотруба, Е. Плеснівий, В. Мілтнер, Володимир Пахман). Обов'язковий елементом задачі мала бути ідея, втілена в ходах білих і чорних фігур, а також існування трьох варіантів мату (не обов'язково різних).
|   | a | b | c | d | e | f | g | h |   |
| 8 | d8 білий ферзь · g5 чорний пішак · a4 чорний пішак · g4 чорний пішак · a3 білий король · c3 білий пішак · d3 білий кінь · g3 білий пішак · b2 біла тура · c2 білий пішак · e2 чорний пішак · f2 чорний пішак · c1 білий слон · d1 чорний король · h1 чорний кінь | d8 білий ферзь · g5 чорний пішак · a4 чорний пішак · g4 чорний пішак · a3 білий король · c3 білий пішак · d3 білий кінь · g3 білий пішак · b2 біла тура · c2 білий пішак · e2 чорний пішак · f2 чорний пішак · c1 білий слон · d1 чорний король · h1 чорний кінь | d8 білий ферзь · g5 чорний пішак · a4 чорний пішак · g4 чорний пішак · a3 білий король · c3 білий пішак · d3 білий кінь · g3 білий пішак · b2 біла тура · c2 білий пішак · e2 чорний пішак · f2 чорний пішак · c1 білий слон · d1 чорний король · h1 чорний кінь | d8 білий ферзь · g5 чорний пішак · a4 чорний пішак · g4 чорний пішак · a3 білий король · c3 білий пішак · d3 білий кінь · g3 білий пішак · b2 біла тура · c2 білий пішак · e2 чорний пішак · f2 чорний пішак · c1 білий слон · d1 чорний король · h1 чорний кінь | d8 білий ферзь · g5 чорний пішак · a4 чорний пішак · g4 чорний пішак · a3 білий король · c3 білий пішак · d3 білий кінь · g3 білий пішак · b2 біла тура · c2 білий пішак · e2 чорний пішак · f2 чорний пішак · c1 білий слон · d1 чорний король · h1 чорний кінь | d8 білий ферзь · g5 чорний пішак · a4 чорний пішак · g4 чорний пішак · a3 білий король · c3 білий пішак · d3 білий кінь · g3 білий пішак · b2 біла тура · c2 білий пішак · e2 чорний пішак · f2 чорний пішак · c1 білий слон · d1 чорний король · h1 чорний кінь | d8 білий ферзь · g5 чорний пішак · a4 чорний пішак · g4 чорний пішак · a3 білий король · c3 білий пішак · d3 білий кінь · g3 білий пішак · b2 біла тура · c2 білий пішак · e2 чорний пішак · f2 чорний пішак · c1 білий слон · d1 чорний король · h1 чорний кінь | d8 білий ферзь · g5 чорний пішак · a4 чорний пішак · g4 чорний пішак · a3 білий король · c3 білий пішак · d3 білий кінь · g3 білий пішак · b2 біла тура · c2 білий пішак · e2 чорний пішак · f2 чорний пішак · c1 білий слон · d1 чорний король · h1 чорний кінь | 8 |
| 7 | d8 білий ферзь · g5 чорний пішак · a4 чорний пішак · g4 чорний пішак · a3 білий король · c3 білий пішак · d3 білий кінь · g3 білий пішак · b2 біла тура · c2 білий пішак · e2 чорний пішак · f2 чорний пішак · c1 білий слон · d1 чорний король · h1 чорний кінь | d8 білий ферзь · g5 чорний пішак · a4 чорний пішак · g4 чорний пішак · a3 білий король · c3 білий пішак · d3 білий кінь · g3 білий пішак · b2 біла тура · c2 білий пішак · e2 чорний пішак · f2 чорний пішак · c1 білий слон · d1 чорний король · h1 чорний кінь | d8 білий ферзь · g5 чорний пішак · a4 чорний пішак · g4 чорний пішак · a3 білий король · c3 білий пішак · d3 білий кінь · g3 білий пішак · b2 біла тура · c2 білий пішак · e2 чорний пішак · f2 чорний пішак · c1 білий слон · d1 чорний король · h1 чорний кінь | d8 білий ферзь · g5 чорний пішак · a4 чорний пішак · g4 чорний пішак · a3 білий король · c3 білий пішак · d3 білий кінь · g3 білий пішак · b2 біла тура · c2 білий пішак · e2 чорний пішак · f2 чорний пішак · c1 білий слон · d1 чорний король · h1 чорний кінь | d8 білий ферзь · g5 чорний пішак · a4 чорний пішак · g4 чорний пішак · a3 білий король · c3 білий пішак · d3 білий кінь · g3 білий пішак · b2 біла тура · c2 білий пішак · e2 чорний пішак · f2 чорний пішак · c1 білий слон · d1 чорний король · h1 чорний кінь | d8 білий ферзь · g5 чорний пішак · a4 чорний пішак · g4 чорний пішак · a3 білий король · c3 білий пішак · d3 білий кінь · g3 білий пішак · b2 біла тура · c2 білий пішак · e2 чорний пішак · f2 чорний пішак · c1 білий слон · d1 чорний король · h1 чорний кінь | d8 білий ферзь · g5 чорний пішак · a4 чорний пішак · g4 чорний пішак · a3 білий король · c3 білий пішак · d3 білий кінь · g3 білий пішак · b2 біла тура · c2 білий пішак · e2 чорний пішак · f2 чорний пішак · c1 білий слон · d1 чорний король · h1 чорний кінь | d8 білий ферзь · g5 чорний пішак · a4 чорний пішак · g4 чорний пішак · a3 білий король · c3 білий пішак · d3 білий кінь · g3 білий пішак · b2 біла тура · c2 білий пішак · e2 чорний пішак · f2 чорний пішак · c1 білий слон · d1 чорний король · h1 чорний кінь | 7 |
| 6 | d8 білий ферзь · g5 чорний пішак · a4 чорний пішак · g4 чорний пішак · a3 білий король · c3 білий пішак · d3 білий кінь · g3 білий пішак · b2 біла тура · c2 білий пішак · e2 чорний пішак · f2 чорний пішак · c1 білий слон · d1 чорний король · h1 чорний кінь | d8 білий ферзь · g5 чорний пішак · a4 чорний пішак · g4 чорний пішак · a3 білий король · c3 білий пішак · d3 білий кінь · g3 білий пішак · b2 біла тура · c2 білий пішак · e2 чорний пішак · f2 чорний пішак · c1 білий слон · d1 чорний король · h1 чорний кінь | d8 білий ферзь · g5 чорний пішак · a4 чорний пішак · g4 чорний пішак · a3 білий король · c3 білий пішак · d3 білий кінь · g3 білий пішак · b2 біла тура · c2 білий пішак · e2 чорний пішак · f2 чорний пішак · c1 білий слон · d1 чорний король · h1 чорний кінь | d8 білий ферзь · g5 чорний пішак · a4 чорний пішак · g4 чорний пішак · a3 білий король · c3 білий пішак · d3 білий кінь · g3 білий пішак · b2 біла тура · c2 білий пішак · e2 чорний пішак · f2 чорний пішак · c1 білий слон · d1 чорний король · h1 чорний кінь | d8 білий ферзь · g5 чорний пішак · a4 чорний пішак · g4 чорний пішак · a3 білий король · c3 білий пішак · d3 білий кінь · g3 білий пішак · b2 біла тура · c2 білий пішак · e2 чорний пішак · f2 чорний пішак · c1 білий слон · d1 чорний король · h1 чорний кінь | d8 білий ферзь · g5 чорний пішак · a4 чорний пішак · g4 чорний пішак · a3 білий король · c3 білий пішак · d3 білий кінь · g3 білий пішак · b2 біла тура · c2 білий пішак · e2 чорний пішак · f2 чорний пішак · c1 білий слон · d1 чорний король · h1 чорний кінь | d8 білий ферзь · g5 чорний пішак · a4 чорний пішак · g4 чорний пішак · a3 білий король · c3 білий пішак · d3 білий кінь · g3 білий пішак · b2 біла тура · c2 білий пішак · e2 чорний пішак · f2 чорний пішак · c1 білий слон · d1 чорний король · h1 чорний кінь | d8 білий ферзь · g5 чорний пішак · a4 чорний пішак · g4 чорний пішак · a3 білий король · c3 білий пішак · d3 білий кінь · g3 білий пішак · b2 біла тура · c2 білий пішак · e2 чорний пішак · f2 чорний пішак · c1 білий слон · d1 чорний король · h1 чорний кінь | 6 |
| 5 | d8 білий ферзь · g5 чорний пішак · a4 чорний пішак · g4 чорний пішак · a3 білий король · c3 білий пішак · d3 білий кінь · g3 білий пішак · b2 біла тура · c2 білий пішак · e2 чорний пішак · f2 чорний пішак · c1 білий слон · d1 чорний король · h1 чорний кінь | d8 білий ферзь · g5 чорний пішак · a4 чорний пішак · g4 чорний пішак · a3 білий король · c3 білий пішак · d3 білий кінь · g3 білий пішак · b2 біла тура · c2 білий пішак · e2 чорний пішак · f2 чорний пішак · c1 білий слон · d1 чорний король · h1 чорний кінь | d8 білий ферзь · g5 чорний пішак · a4 чорний пішак · g4 чорний пішак · a3 білий король · c3 білий пішак · d3 білий кінь · g3 білий пішак · b2 біла тура · c2 білий пішак · e2 чорний пішак · f2 чорний пішак · c1 білий слон · d1 чорний король · h1 чорний кінь | d8 білий ферзь · g5 чорний пішак · a4 чорний пішак · g4 чорний пішак · a3 білий король · c3 білий пішак · d3 білий кінь · g3 білий пішак · b2 біла тура · c2 білий пішак · e2 чорний пішак · f2 чорний пішак · c1 білий слон · d1 чорний король · h1 чорний кінь | d8 білий ферзь · g5 чорний пішак · a4 чорний пішак · g4 чорний пішак · a3 білий король · c3 білий пішак · d3 білий кінь · g3 білий пішак · b2 біла тура · c2 білий пішак · e2 чорний пішак · f2 чорний пішак · c1 білий слон · d1 чорний король · h1 чорний кінь | d8 білий ферзь · g5 чорний пішак · a4 чорний пішак · g4 чорний пішак · a3 білий король · c3 білий пішак · d3 білий кінь · g3 білий пішак · b2 біла тура · c2 білий пішак · e2 чорний пішак · f2 чорний пішак · c1 білий слон · d1 чорний король · h1 чорний кінь | d8 білий ферзь · g5 чорний пішак · a4 чорний пішак · g4 чорний пішак · a3 білий король · c3 білий пішак · d3 білий кінь · g3 білий пішак · b2 біла тура · c2 білий пішак · e2 чорний пішак · f2 чорний пішак · c1 білий слон · d1 чорний король · h1 чорний кінь | d8 білий ферзь · g5 чорний пішак · a4 чорний пішак · g4 чорний пішак · a3 білий король · c3 білий пішак · d3 білий кінь · g3 білий пішак · b2 біла тура · c2 білий пішак · e2 чорний пішак · f2 чорний пішак · c1 білий слон · d1 чорний король · h1 чорний кінь | 5 |
| 4 | d8 білий ферзь · g5 чорний пішак · a4 чорний пішак · g4 чорний пішак · a3 білий король · c3 білий пішак · d3 білий кінь · g3 білий пішак · b2 біла тура · c2 білий пішак · e2 чорний пішак · f2 чорний пішак · c1 білий слон · d1 чорний король · h1 чорний кінь | d8 білий ферзь · g5 чорний пішак · a4 чорний пішак · g4 чорний пішак · a3 білий король · c3 білий пішак · d3 білий кінь · g3 білий пішак · b2 біла тура · c2 білий пішак · e2 чорний пішак · f2 чорний пішак · c1 білий слон · d1 чорний король · h1 чорний кінь | d8 білий ферзь · g5 чорний пішак · a4 чорний пішак · g4 чорний пішак · a3 білий король · c3 білий пішак · d3 білий кінь · g3 білий пішак · b2 біла тура · c2 білий пішак · e2 чорний пішак · f2 чорний пішак · c1 білий слон · d1 чорний король · h1 чорний кінь | d8 білий ферзь · g5 чорний пішак · a4 чорний пішак · g4 чорний пішак · a3 білий король · c3 білий пішак · d3 білий кінь · g3 білий пішак · b2 біла тура · c2 білий пішак · e2 чорний пішак · f2 чорний пішак · c1 білий слон · d1 чорний король · h1 чорний кінь | d8 білий ферзь · g5 чорний пішак · a4 чорний пішак · g4 чорний пішак · a3 білий король · c3 білий пішак · d3 білий кінь · g3 білий пішак · b2 біла тура · c2 білий пішак · e2 чорний пішак · f2 чорний пішак · c1 білий слон · d1 чорний король · h1 чорний кінь | d8 білий ферзь · g5 чорний пішак · a4 чорний пішак · g4 чорний пішак · a3 білий король · c3 білий пішак · d3 білий кінь · g3 білий пішак · b2 біла тура · c2 білий пішак · e2 чорний пішак · f2 чорний пішак · c1 білий слон · d1 чорний король · h1 чорний кінь | d8 білий ферзь · g5 чорний пішак · a4 чорний пішак · g4 чорний пішак · a3 білий король · c3 білий пішак · d3 білий кінь · g3 білий пішак · b2 біла тура · c2 білий пішак · e2 чорний пішак · f2 чорний пішак · c1 білий слон · d1 чорний король · h1 чорний кінь | d8 білий ферзь · g5 чорний пішак · a4 чорний пішак · g4 чорний пішак · a3 білий король · c3 білий пішак · d3 білий кінь · g3 білий пішак · b2 біла тура · c2 білий пішак · e2 чорний пішак · f2 чорний пішак · c1 білий слон · d1 чорний король · h1 чорний кінь | 4 |
| 3 | d8 білий ферзь · g5 чорний пішак · a4 чорний пішак · g4 чорний пішак · a3 білий король · c3 білий пішак · d3 білий кінь · g3 білий пішак · b2 біла тура · c2 білий пішак · e2 чорний пішак · f2 чорний пішак · c1 білий слон · d1 чорний король · h1 чорний кінь | d8 білий ферзь · g5 чорний пішак · a4 чорний пішак · g4 чорний пішак · a3 білий король · c3 білий пішак · d3 білий кінь · g3 білий пішак · b2 біла тура · c2 білий пішак · e2 чорний пішак · f2 чорний пішак · c1 білий слон · d1 чорний король · h1 чорний кінь | d8 білий ферзь · g5 чорний пішак · a4 чорний пішак · g4 чорний пішак · a3 білий король · c3 білий пішак · d3 білий кінь · g3 білий пішак · b2 біла тура · c2 білий пішак · e2 чорний пішак · f2 чорний пішак · c1 білий слон · d1 чорний король · h1 чорний кінь | d8 білий ферзь · g5 чорний пішак · a4 чорний пішак · g4 чорний пішак · a3 білий король · c3 білий пішак · d3 білий кінь · g3 білий пішак · b2 біла тура · c2 білий пішак · e2 чорний пішак · f2 чорний пішак · c1 білий слон · d1 чорний король · h1 чорний кінь | d8 білий ферзь · g5 чорний пішак · a4 чорний пішак · g4 чорний пішак · a3 білий король · c3 білий пішак · d3 білий кінь · g3 білий пішак · b2 біла тура · c2 білий пішак · e2 чорний пішак · f2 чорний пішак · c1 білий слон · d1 чорний король · h1 чорний кінь | d8 білий ферзь · g5 чорний пішак · a4 чорний пішак · g4 чорний пішак · a3 білий король · c3 білий пішак · d3 білий кінь · g3 білий пішак · b2 біла тура · c2 білий пішак · e2 чорний пішак · f2 чорний пішак · c1 білий слон · d1 чорний король · h1 чорний кінь | d8 білий ферзь · g5 чорний пішак · a4 чорний пішак · g4 чорний пішак · a3 білий король · c3 білий пішак · d3 білий кінь · g3 білий пішак · b2 біла тура · c2 білий пішак · e2 чорний пішак · f2 чорний пішак · c1 білий слон · d1 чорний король · h1 чорний кінь | d8 білий ферзь · g5 чорний пішак · a4 чорний пішак · g4 чорний пішак · a3 білий король · c3 білий пішак · d3 білий кінь · g3 білий пішак · b2 біла тура · c2 білий пішак · e2 чорний пішак · f2 чорний пішак · c1 білий слон · d1 чорний король · h1 чорний кінь | 3 |
| 2 | d8 білий ферзь · g5 чорний пішак · a4 чорний пішак · g4 чорний пішак · a3 білий король · c3 білий пішак · d3 білий кінь · g3 білий пішак · b2 біла тура · c2 білий пішак · e2 чорний пішак · f2 чорний пішак · c1 білий слон · d1 чорний король · h1 чорний кінь | d8 білий ферзь · g5 чорний пішак · a4 чорний пішак · g4 чорний пішак · a3 білий король · c3 білий пішак · d3 білий кінь · g3 білий пішак · b2 біла тура · c2 білий пішак · e2 чорний пішак · f2 чорний пішак · c1 білий слон · d1 чорний король · h1 чорний кінь | d8 білий ферзь · g5 чорний пішак · a4 чорний пішак · g4 чорний пішак · a3 білий король · c3 білий пішак · d3 білий кінь · g3 білий пішак · b2 біла тура · c2 білий пішак · e2 чорний пішак · f2 чорний пішак · c1 білий слон · d1 чорний король · h1 чорний кінь | d8 білий ферзь · g5 чорний пішак · a4 чорний пішак · g4 чорний пішак · a3 білий король · c3 білий пішак · d3 білий кінь · g3 білий пішак · b2 біла тура · c2 білий пішак · e2 чорний пішак · f2 чорний пішак · c1 білий слон · d1 чорний король · h1 чорний кінь | d8 білий ферзь · g5 чорний пішак · a4 чорний пішак · g4 чорний пішак · a3 білий король · c3 білий пішак · d3 білий кінь · g3 білий пішак · b2 біла тура · c2 білий пішак · e2 чорний пішак · f2 чорний пішак · c1 білий слон · d1 чорний король · h1 чорний кінь | d8 білий ферзь · g5 чорний пішак · a4 чорний пішак · g4 чорний пішак · a3 білий король · c3 білий пішак · d3 білий кінь · g3 білий пішак · b2 біла тура · c2 білий пішак · e2 чорний пішак · f2 чорний пішак · c1 білий слон · d1 чорний король · h1 чорний кінь | d8 білий ферзь · g5 чорний пішак · a4 чорний пішак · g4 чорний пішак · a3 білий король · c3 білий пішак · d3 білий кінь · g3 білий пішак · b2 біла тура · c2 білий пішак · e2 чорний пішак · f2 чорний пішак · c1 білий слон · d1 чорний король · h1 чорний кінь | d8 білий ферзь · g5 чорний пішак · a4 чорний пішак · g4 чорний пішак · a3 білий король · c3 білий пішак · d3 білий кінь · g3 білий пішак · b2 біла тура · c2 білий пішак · e2 чорний пішак · f2 чорний пішак · c1 білий слон · d1 чорний король · h1 чорний кінь | 2 |
| 1 | d8 білий ферзь · g5 чорний пішак · a4 чорний пішак · g4 чорний пішак · a3 білий король · c3 білий пішак · d3 білий кінь · g3 білий пішак · b2 біла тура · c2 білий пішак · e2 чорний пішак · f2 чорний пішак · c1 білий слон · d1 чорний король · h1 чорний кінь | d8 білий ферзь · g5 чорний пішак · a4 чорний пішак · g4 чорний пішак · a3 білий король · c3 білий пішак · d3 білий кінь · g3 білий пішак · b2 біла тура · c2 білий пішак · e2 чорний пішак · f2 чорний пішак · c1 білий слон · d1 чорний король · h1 чорний кінь | d8 білий ферзь · g5 чорний пішак · a4 чорний пішак · g4 чорний пішак · a3 білий король · c3 білий пішак · d3 білий кінь · g3 білий пішак · b2 біла тура · c2 білий пішак · e2 чорний пішак · f2 чорний пішак · c1 білий слон · d1 чорний король · h1 чорний кінь | d8 білий ферзь · g5 чорний пішак · a4 чорний пішак · g4 чорний пішак · a3 білий король · c3 білий пішак · d3 білий кінь · g3 білий пішак · b2 біла тура · c2 білий пішак · e2 чорний пішак · f2 чорний пішак · c1 білий слон · d1 чорний король · h1 чорний кінь | d8 білий ферзь · g5 чорний пішак · a4 чорний пішак · g4 чорний пішак · a3 білий король · c3 білий пішак · d3 білий кінь · g3 білий пішак · b2 біла тура · c2 білий пішак · e2 чорний пішак · f2 чорний пішак · c1 білий слон · d1 чорний король · h1 чорний кінь | d8 білий ферзь · g5 чорний пішак · a4 чорний пішак · g4 чорний пішак · a3 білий король · c3 білий пішак · d3 білий кінь · g3 білий пішак · b2 біла тура · c2 білий пішак · e2 чорний пішак · f2 чорний пішак · c1 білий слон · d1 чорний король · h1 чорний кінь | d8 білий ферзь · g5 чорний пішак · a4 чорний пішак · g4 чорний пішак · a3 білий король · c3 білий пішак · d3 білий кінь · g3 білий пішак · b2 біла тура · c2 білий пішак · e2 чорний пішак · f2 чорний пішак · c1 білий слон · d1 чорний король · h1 чорний кінь | d8 білий ферзь · g5 чорний пішак · a4 чорний пішак · g4 чорний пішак · a3 білий король · c3 білий пішак · d3 білий кінь · g3 білий пішак · b2 біла тура · c2 білий пішак · e2 чорний пішак · f2 чорний пішак · c1 білий слон · d1 чорний король · h1 чорний кінь | 1 |
|   | a | b | c | d | e | f | g | h |   |

Розв'язання: 1. Фd4 e1Ф 2. Кb4+ Кр:c1 3. Кa2x 

1. … e1К 2. Ф:g4+ Кf3 3. Ф:f3x

1. … f1Ф 2. Кf2++ Кр:c1 3. Фe3x

1. … f1К 2. Кf4+ Кр:c1 3. К:e2x

## 2-га пол. XX ст.
У післявоєнні роки найвідомішим популяризатором чеської школи був чехословацький композитор Володимир Пахман.
У 1980-х роках фахівці відзначали кризу школи в розділі триходової задачі й бачили перспективу у чотири- й багатоходівках.

## Представники
Чеська школа мала вплив на шахових композиторів усього світу, а серед найвідоміших її представників:
- О. Галицький, О. Гуляєв, В. Брон, Л. Куббель, М. Малахов, С. Левман, С. Крючков, Г. Лободинський, А. Нємцов, Л. Лошинський (СРСР, Росія)
- К. Ерлін, О. Немо (Вайс), М. Файґль (Австрія)
- П. Блейк, Дж. Гіткоут, Б. Ловс (Велика Британія)
- А. Акерблом, Й. Фрідлізіус, Г. Фроберґ, Б. Ліндґрен і Ф. Ліндґрен (Швеція)
- А. Макензі (Ямайка/Велика Британія)
- В. Марін (Іспанія)
- Й. Шель, А. Фоссум (Норвегія)
- Т. Чарнецький, Й. Русек, М. Врубель (Польща)
- О. Вюрцбурґ (США)
- А. Уршіч (Австро-Угорщина/Югославія[6])